# Aeroportul Valcheta
Aeroportul Valcheta (IATA: VCF) este un aeroport din Provincia Río Negro, Argentina ce deservește zona Valcheta⁠(d). A fost numit după zona deservită.
Situat la o altitudine de 185 m, aeroportul dispune de o singură pistă.